# Pitkämön tekojärvi
Pitkämön tekojärvi är en sjö i kommunen Kurikka i landskapet Södra Österbotten i Finland. Sjön ligger 68,3 meter över havet. Arean är 1 kvadratkilometer och strandlinjen är 20,44 kilometer lång. Sjön  ingår i Kyro älvs huvudavrinningsområde.   Den ligger omkring 32 kilometer sydväst om Seinäjoki och omkring 300 kilometer nordväst om Helsingfors. 